# Yamaha XS 650
XS 650 ist die erste Motorradbaureihe mit Viertaktmotor von Yamaha. Motorradtypen dieser Baureihe wurden in verschiedenen Serien von 1969 bis 1984 gebaut.

## Modellgeschichte

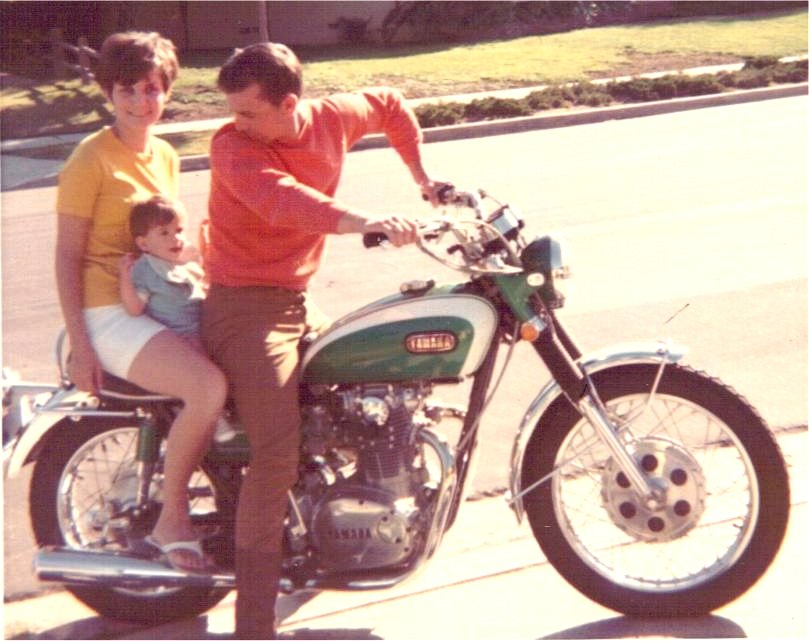
XS 1 (das erste Modell 1969)

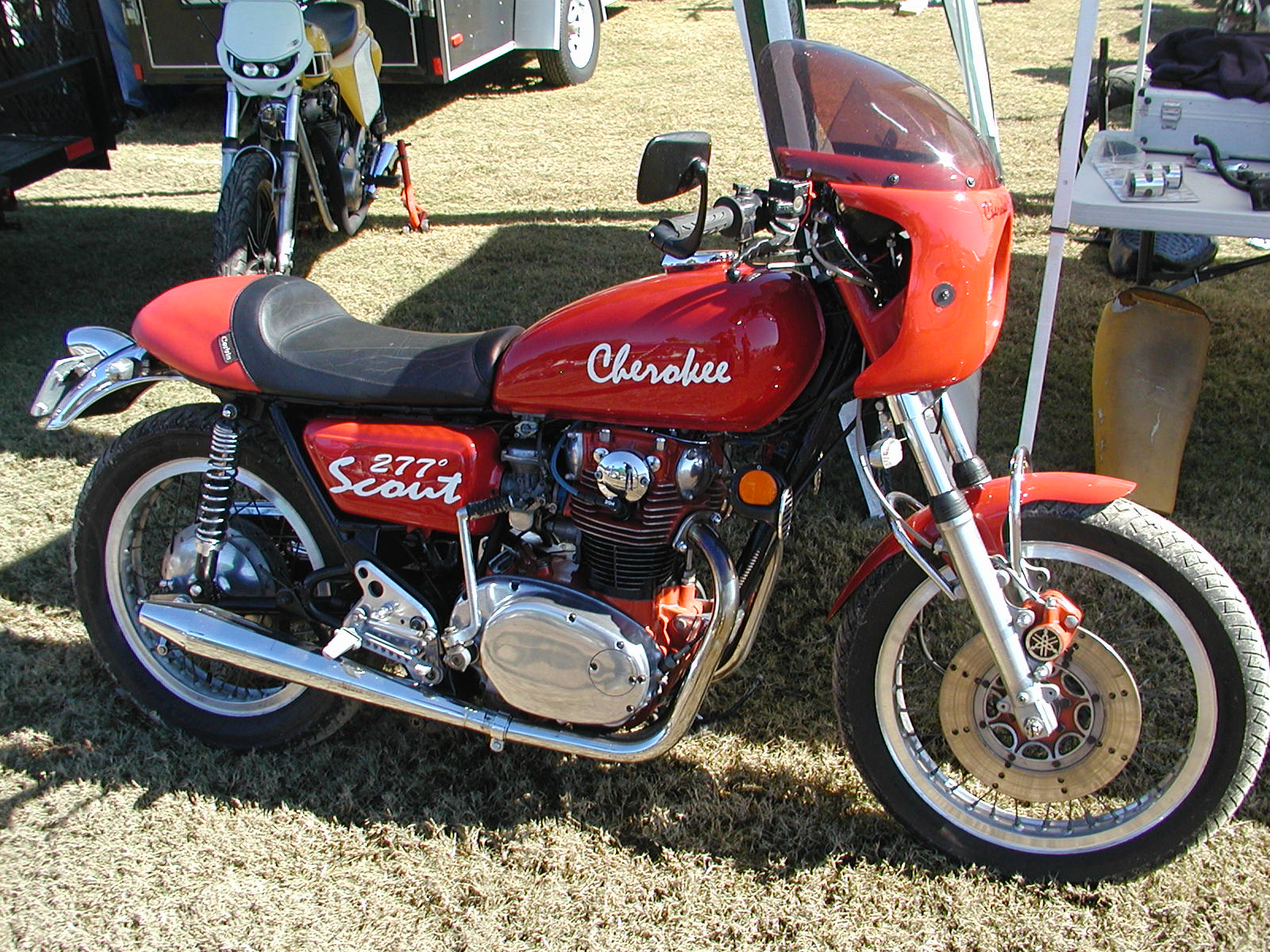
XS 650 als Café-Racer

Das erste Modell der Baureihe Yamaha XS 650 wurde vom 24. Oktober bis zum 6. November 1969 auf der Tokyo Motor Show mit dem Typ XS 1 von Yamaha vorgestellt. Der Verkauf und die Modelleigenschaften blieben enttäuschend; von dem ersten Typ wurden insgesamt 6586 Stück hergestellt; der Folgetyp XS 2 erreichte 18.283 Einheiten. Der Verkauf der XS 2 in Deutschland für 1971 betrug 153 und für 1972 nur 192 Motorräder. Daraufhin nahm die Mitsui Maschinen GmbH (Yamaha-Deutschland) die Maschinen (XS 2) vom deutschen Markt; im Ausland wurde die veränderte XS2 unter der Bezeichnung TX 650/TX 650 A weiter verkauft. Als Zwischenlösung wurde die Yamaha TX 750 angeboten. Nach grundlegenden Überarbeitungen wurde die XS650-Serie ab Einführung der 2. Generation (Modelljahr 1974/1975 mit XS 650 (B)) erfolgreich vertrieben. Ab 1977 wurden zusätzlich Chopper-Modelle angeboten, die durch den Zusatz „Special“ gekennzeichnet waren. 1978 wurden die ersten 97 Exemplare (XS 650 Special) von dem französischen Importeur Sonauto per Luftfracht importiert. Nicht alle Versionen gelangten in Deutschland offiziell zur Auslieferung. Es kamen allerdings etliche andere Importe nach Deutschland. Die letzten Modelle wurden 1983 produziert und waren teilweise bis 1987 als Neufahrzeuge erhältlich.

### Rahmenentwicklung
Der Rahmen der Baureihe XS 650 war von Anfang an ein Doppelschleifenrahmen, in den der Motor als versteifendes Element eingebaut ist. Die Eigenschaften des XS1-Rahmens verbesserte Yamaha in intensiver Modellpflege durch den Briten Percy Tait (zuvor Entwicklungs- und Rennabteilung von Triumph) und Projekte wie die Yamaha XS 650 NVT Special (Norton Villiers Triumph).
Für einige Umbauten auf Basis der XS 650 wurden Sonderrahmen gefertigt. Quellen waren unter anderem AME Chopper Products, Wasp (Enduro-Gespanne), Fiedler (Chopper-Rahmen) und weitere Sonderanfertigungen. Der Grundrahmen der XS 650 wurde international für den Gespannbetrieb im Rennsport und im Straßenbetrieb verwendet. Kenny Roberts sr. wurde 1973 und 1974 Dirt-Track-Weltmeister auf Yamaha XS mit Shell-Fahrgestell und spanischer 35-mm-Betor-Gabel. Nach der ABE-Nr. 9623 des Kraftfahrtechnischen Bundesamtes vom 20. Mai 1975 wurde keine Eignung zum Gespannbetrieb gegeben. Die entsprechende ABE wurde zum 8. Juli 1985 gelöscht. Es sind mehrere andere Gutachten bekannt.
Die Rahmen der Baureihe wurden mehrfach geändert und mit Einführung der zweiten Generation grundsätzlich verstärkt. Bis zum Ende der Produktion mit dem Code 447 differierten die „Europa“-Rahmen zu den anderen Rahmen. Die europäischen Rahmen hatten ein zusätzliches Querrohr und Rahmenverstärkungen zwischen den beiden Unterzügen vor dem Motorblock. Auffällig sind die Änderungen der Maße der Lenkgeometrie.
| Modell- bezeichnung | Fahrzeug- Code | ab Seriennummer | Bauzeit (von/bis)      | Lenkkopf/Nachlauf | Radstand |
| ------------------- | -------------- | --------------- | ---------------------- | ----------------- | -------- |
| XS 1                | 256            | S650-000101     | Oktober 1969 Juli 1970 | 27°/101 mm        | 1410 mm  |
| XS 1 B              | 256            | S650-007101     | August 1970 Juli 1971  | 27°/98 mm         | 1410 mm  |
| XS 2                | 306            | S650-100101     | August 1971 Juli 1972  | 27°/101 mm        | 1410 mm  |
| TX 650 A            | 447            | 447-000101      | August 1973 Juli 1974  | 27°/115 mm        | 1435 mm  |
| XS 650 B            | 533            | 447-500101      | August 1974 Juli 1975  | 26,5°/108 mm      | 1435 mm  |

### Motor- und Getriebeentwicklung
Die Grundkonzeption des Motors ist ein Viertaktmotor mit gleichläufigem Parallel-Twin, der im Ursprung Ähnlichkeiten mit den Entwicklungen von Horex erkennen lässt, die allerdings Ludy E. Beumer, Yamaha Motor Europe N.V. bestritt. Die Verwandtschaft des Motors geht auf einen seinerzeit neuartigen Nockenwellentrieb von Hermann Reeb (Horex Columbus) zurück (Siehe Patentinformation Nr. DE-893875). Zunächst wurde der Motor für die Horex Imperator 500 entwickelt, kam aber nur verkleinert bei der Horex Imperator 400 zum Einsatz in der Serie. Die Firma Hosk in Japan baute daraufhin diese Motoren in Lizenz. Hosk wurde von Showa übernommen und der Motor zu einer Version mit 650 cm³ weiterentwickelt. Später wurde Showa von Yamaha übernommen und so stand dieser Motor als Basis für die Modellbaureihe XS650 zur Verfügung. (Yamaha folgte bei diesem Vorgehen dem Schema, mit dem Kawasaki erfolgreich die Kawasaki-Motorräder der W-Serie eingeführt hatte. Der von Kawasaki übernommene Hersteller Meguro fertigte in Lizenz Parallel-Twin-Motoren des britischen Motorradherstellers BSA.). Weiteres Entwicklungsziel war die Verwendung von Technologien, die durch den von Yamaha entwickelten Motor des Toyota 2000 GT zur Verfügung standen. Von 1989 bis 2002 baute Yamaha für die Modelle Yamaha TRX (850 und 900 cm³), Yamaha TDM (850 und 900 cm³) und Yamaha XTZ 750 weitere Motoren mit Parallel-Twin. Seit 2006 setzen Rotax und BMW mit dem Motor BMW F 800 eine weiterentwickelte Version eines Parallel-Twins ein.
Besonderes Merkmal des Motor-/Getriebeblocks war damals die Einführung der horizontal geteilten Baugruppen. Bis dahin war bei diesen Motoren ein vertikal geteiltes Gehäuse üblich. Gründe für die horizontale Teilung waren die vereinfachte Produktion und weniger Ölverlust. Die erste grundlegende Veränderung am Getriebe und dem Gehäuse kam mit der Einführung des Elektrostarters. Die Kupplung wurde mehrfach modifiziert, um dem Drehmoment angepasst zu werden. Ebenso wurden für den Einsatz mit leistungsgesteigerten Motoren weitere verstärkte Bauteile angeboten. Aus dem Bereich des Motorsports sind Motoren dieser Baureihe bis 1000 cm³ bekannt. (Sieg in der europäischen Cross-Gepann-Meisterschaft 1975 durch Ton van Heugten mit XS 650)
Die im Motorblock integrierte Lichtmaschine war konstruktionsbedingt den Schwingungen der Kurbelwelle ausgesetzt. Die Leistung der Lichtmaschine wurde mehrfach gesteigert:
- XS 1: 14,5 V/9 A/2000/min
- 650 E: 14 V/11 A/2000/min
- 650 SK: 14 V/16 A/5000/min

Die Leistung, die Ersatzteilkosten und die Haltbarkeit der Lichtmaschine waren häufig Kritikpunkt. Daher wurden mehrere werksunabhängige Lösungen durch Besitzer dieser Maschinen entwickelt.

### Vergaservarianten
Bereits das erste Modell XS 1 wurde mit zwei Mikuni-BS-38-Vergasern ausgestattet. Die Entwicklung dieser Unterdruckvergaser geht auf eine Lizenzfertigung von Solexvergasern zurück. Mit der Einführung der Soft-Chopper wurden teilweise kleinere Vergaser vom Typ Mikuni BS 34 eingebaut. Diese Vergaser waren im Lauf der Entwicklung zahlreichen Änderungen unterworfen und wurden in der Regel zu einer Zweiergruppe verschraubt. Für spätere Modellversionen, die über einen unterdruckbetätigten Benzinhahn verfügten, wurde im Ansaugflansch ein Anschluss integriert.

### Zündung

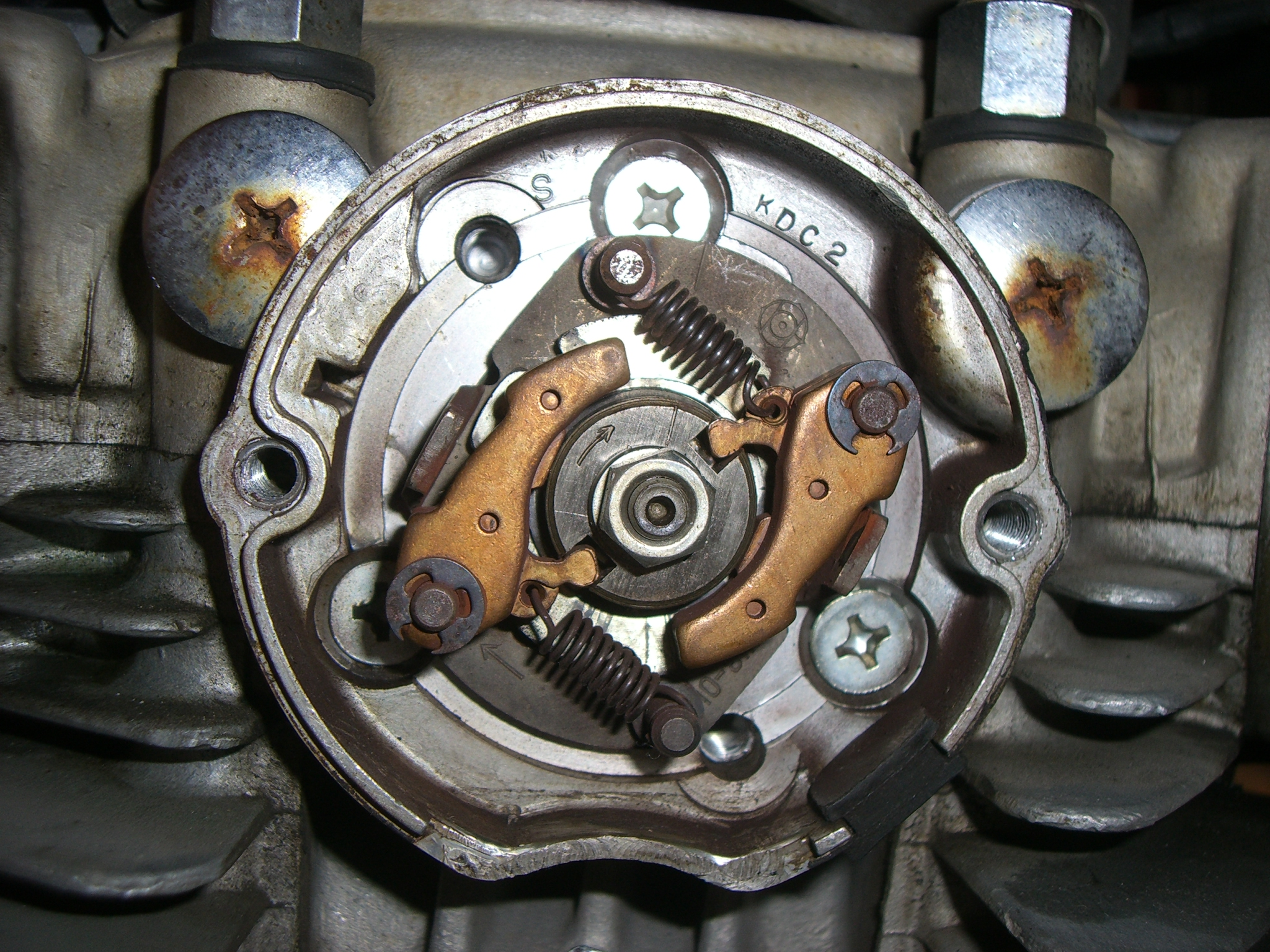
Zündverstellung mit Fliehkraftverstelleinrichtung

Die meisten Modelle wurden mit zwei Unterbrecherkontakten (spart den Zündverteiler) für die Batteriezündung und einer mechanischen (fliehkraftgeregelten) Zündzeitpunktverstellung ausgeliefert. Spätere Modelle wie beispielsweise die XS 650 G Special (Code 3G0) verfügen über eine elektronische Zündanlage. Des Weiteren wurden im Zubehörhandel lichtschrankengesteuerte, elektronische Zündungen (Typ Piranha) angeboten, die gemeinsam mit der mechanischen Zündverstellung genutzt wurden. Ebenfalls häufig wurde eine Umrüstung auf die elektronische Boyer-Zündung vorgenommen, die keine mechanischen Komponenten zur Zündverstellung brauchte.

## Modellhistorie
Die Modellhistorie dieser Baureihe ist von umfangreicher Modellpflege und etlichen Ländervarianten geprägt. Es wurden bei Motor, Rahmen und sonstiger Ausstattung im Laufe der Zeit grundlegende Änderungen vollzogen. Einen Überblick dazu gibt die nachfolgende Tabelle der Modellserien, die jedoch nur einige Änderungsdetails wiedergibt. Ab der Einführung der zweiten Generation wurde ein von Tait modifizierter (verstärkter) Rahmen mit den Fahrwerksmaßen Lenkkopf/Nachlauf: 27°/115 mm, Radstand: 1435 mm (später ab Modelljahr 77/78 Lenkkopf/Nachlauf: 27° 45'/119 mm verwendet). Weitere Abweichungen dazu sind jeweils in der Tabelle aufgeführt. Der Zusatz „S“ kennzeichnet jeweils Modelle mit Leichtmetallgussfelgen. Die folgenden Daten sind Auszüge aus der in den Weblinks aufgeführten Modellübersicht.
| Modell- bezeichnung        | Fahrzeug- Code | ab Seriennummer             | Bauzeit (von / bis)      | Gewicht | Tankinhalt | Länderversionen und Modellerneuerungen |
| -------------------------- | -------------- | --------------------------- | ------------------------ | ------- | ---------- | --- |
| XS 1                       | 256            | S650-000101 bis S650-006686 | Oktober 1969 Juli 1970   | 185 kg  | 12,5 l     | Lenkkopf/Nachlauf: 27°/101 mm, Radstand: 1410 mm |
| XS 1 B                     | 256            | S650-007101 bis S650-25383  | August 1970 Juli 1971    | 185 kg  | 12,5 l     | Lenkkopf/Nachlauf: 27°/98 mm, keine Faltenbälge mehr an der Gabel |
| XS 1 F                     | 256            | S650-007101 bis S650-25383  | August 1970 Juli 1971    | 185 kg  | 12,5 l     | Lenkkopf/Nachlauf: 27°/98 mm, rundes Rücklicht mit verchromtem Halter, kein Sitzriemen |
| XS 2                       | 306            | S 650-100101                | August 1971 Juli 1972    | 194 kg  | 12,5 l     | Lenkkopf/Nachlauf: 27°/101 mm, E-Starter, vorn einseitige Scheibenbremse 298 mm |
| Police (XS 1/1F/2)         | ***            | S650-******                 | 1970–1973                | 199 kg  | 12,5 l     | jeweils Modelle aus laufender Produktion, Mitlaufsirene vom Hinterrad angetrieben |
| TX 650 (US)                | 366            | S 650-200101                | August 1972 Juli 1973    | 195 kg  | 14,0 l     | Halterung für zweite Bremszange |
| TX 650                     | 476            | 476-200101                  | August 1972 Juli 1973    | 195 kg  | 14,0 l     | Halterung für zweite Bremszange |
| TX 650 A                   | 447            | 447-000101                  | August 1973 Juli 1974    | 212 kg  | 15,0 l     | II. Generation – Lenkkopf/Nachlauf: 27°/115 mm, Radstand: 1435 mm |
| XS 650 B (US)              | 447            | 447-100101                  | August 1974 Juli 1975    | 212 kg  | 15,0 l     | Takasago-Leichtmetall-Hochschulterfelge |
| XS 650 B                   | 533            | 447-500101                  | August 1974 Juli 1975    | 215 kg  | 15,0 l     | Einführung II. Generation in Deutschland, neuer verstärkter Rahmen (Tait), Lenkkopf/Nachlauf: 26,5°/108 mm, Radstand: 1435 mm, vorn Doppelscheibenbremse 267 mm, Neupreis: 5.598 DM, Länderversion: Europa |
| XS 650 C (US)              | 584            | 447-200101                  | August 1975 Juli 1976    | 212 kg  | 15,0 l     | Länderversion: USA |
| XS 650 C                   | 1E1            | 447-300101                  | August 1975 Juli 1976    | 215 kg  | 15,0 l     | neue Instrumente, Neupreis: 5.598 DM Länderversion: Europa außer Frankreich |
| XS 650 C (F)               | 1H1            | 1H1-000101                  | August 1975 Juli 1976    | 215 kg  | 15,0 l     | neue Instrumente, Länderversion: Frankreich |
| XS 650 D (US)              | 1T3            | 447-700101                  | August 1976 Juli 1977    | 212 kg  | 15,0 l     | viereckiger Bremsflüssigkeitsbehälter, Länderversion: USA |
| XS650 D                    | 1T3            | 447-400101                  | August 1976 Juli 1977    | 212 kg  | 15,0 l     | Länderversion: Kanada |
| XS 650 D                   | 1U3            | 447-600101                  | August 1976 Juli 1977    | 217 kg  | 15,0 l     | Radstand Schweiz: 1470 mm, Länderversion: Europa außer Frankreich |
| XS 650 E (US)              | 2F0            | 2F0-000101                  | August 1977 Juli 1978    | 212 kg  | 15,0 l     | Länderversion: USA |
| XS 650 E                   | 1U3            | 447-850101                  | August 1977 Juli 1978    | 217 kg  | 15,0 l     | Länderversion: Europa außer Frankreich, Neu-Preis: 5.648 DM |
| XS 650 E                   | 1V2            | 1H1-200101                  | August 1977 Juli 1978    | 217 kg  | 15,0 l     | Länderversion: Frankreich |
| XS 650 E                   | 2G6            | 447-800101                  | August 1977 Juli 1978    | 212 kg  | 15,0 l     | Länderversion: Kanada, Australien, naher Osten |
| XS 650 SE Special          | 2M0            | 2F0-100101                  | August 1977 Juli 1978    | 210 kg  | 11,5 l     | Länderversion: USA, Mikuni BS38-Vergaser |
| XS 650 SE Special          | 2M1            | 447-900101                  | August 1977 Juli 1978    | 210 kg  | 11,5 l     | Länderversion: Kanada |
| XS 650 E Special           | 3N0            | 2F0-250101                  | August 1977 Juli 1978    | 210 kg  | 11,5 l     | Länderversion: USA, Takasago Leichtmetall-Flachschulterfelge |
| XS 650 E Special           | 3N1            | 447-860101                  | August 1977 Juli 1978    | 210 kg  | 11,5 l     | Länderversion: Kanada, Takasago Leichtmetall-Flachschulterfelge |
| XS 650 SF Special          | 2Y8            | 2Y8-000101                  | August 1977 Juli 1978    | 210 kg  | 11,5 l     | Länderversion: Frankreich (97 Stück), erster Soft-Chopper für Europa, größere Vergaser Mikuni BS 38 |
| XS 650 F                   | 1U3            | 447-855101                  | August 1978 Juli 1979    | 217 kg  | 15,0 l     | Länderversion: Europa, Takasago Leichtmetall-Hochschulterfelge |
| XS 650 F                   | 1V2            | 1H1-300101                  | August 1978 Juli 1979    | 217 kg  | 15,0 l     | Länderversion: Frankreich, Takasago Leichtmetall-Hochschulterfelge |
| XS 650 F (US)              | 2F0            | 2F0 – 020101                | August 1978 Juli 1979    | 212 kg  | 15,0 l     | Länderversion: USA, Takasago Leichtmetall-Hochschulterfelge |
| XS 650 F                   | 2G6            | 447-855101                  | August 1978 Juli 1979    | 212 kg  | 15,0 l     | Länderversion: Kanada, Australien, naher Osten, Takasago Leichtmetall-Hochschulterfelge |
| XS 650 SF Special          | 2M0            | 2F0-150101                  | August 1978 Juli 1979    | 210 kg  | 11,5 l     | Länderversion: USA, kleinere Vergaser Mikuni BS 34, Scheibenbremse hinten 267 mm |
| XS 650 SF Special          | 2M1            | 447-910101                  | August 1978 Juli 1979    | 210 kg  | 11,5 l     | Länderversion: Kanada, kleinere Vergaser Mikuni BS 34 |
| XS 650 SF Special          | 3L1            | 3L1-000101                  | August 1978 Juli 1979    | 209 kg  | 11,5 l     | Länderversion: Europa, erster Softchopper für Deutschland, Scheibenbremse hinten 267 mm, Neu-Preis: 6.500 DM                                                                                               |
| XS 650 G Special           | 3G0            | 3G0-000101                  | August 1979 Juli 1980    | 210 kg  | 11,5 l     | Länderversion: USA, Takasago Leichtmetall-Flachschulterfelge |
| XS 650 SG Special          | 3G1            | 3G5-000101                  | August 1979 Juli 1980    | 210 kg  | 11,5 l     | Länderversion: USA |
| XS 650 SG Special          | 3G5            | 3G5-000101                  | August 1979 Juli 1980    | 210 kg  | 11,5 l     | Länderversion: Japan |
| XS 650 SG Special          | 3U6            | 3U6-000101                  | August 1979 Juli 1980    | 210 kg  | 11,5 l     | Länderversion: Kanada |
| XS 650 SG Special          | 3W6            | 3W6-000101                  | August 1979 Juli 1980    | 210 kg  | 11,5 l     | Länderversion: Australien |
| XS 650 US Custom           | 4G7            | 3L1-020101                  | August 1979 Juli 1980    | 210 kg  | 11,5 l     | Länderversion: Europa, Siebenspeichen-Leichtmetall-Gußrad, Neu-Preis: 6.675 DM |
| Police XS 650              | 1E5            | 1E5-000101                  | August 1977 Februar 1979 | 216 kg  | 15,0 l     | jeweils aus laufender Produktion, teilweise Schaltwippe, Lenkkopf/Nachlauf: 27°/115 mm, Länderversion: Japan, Australien, Iran, Portugal, Afrika                                                           |
| TX 650                     | 4E3            | 447-455101                  | August 1980 Juli 1981    | 212 kg  | 15,0 l     | Länderversion: Japan |
| XS 650 SH Special          | 4E4            | 3G5-457101                  | August 1980 Juli 1981    | 208 kg  | 11,5 l     | Länderversion: Japan |
| XS 650 H Special           | 4N9            | 4N9-000101                  | August 1980 Juli 1981    | 208 kg  | 11,5 l     | Länderversion: USA, Takasago Flachschulterfelge (Stahl verchromt) |
| XS 650 SH Special          | 4M4            | 4M4-000101                  | August 1980 Juli 1981    | 208 kg  | 11,5 l     | Länderversion: USA, aufgesteckte Sitzbank |
| XS 650 SH Special          | 4T6            | 4T6-000101                  | August 1980 Juli 1981    | 208 kg  | 11,5 l     | Länderversion: Kanada |
| XS 650 SH Special          | 5A9            | 5A9-000101                  | August 1980 Juli 1981    | 208 kg  | 11,5 l     | Länderversion: Australien |
| XS 650 US Custom           | 5E6            | 3L1-040101                  | August 1980 Juli 1981    | 210 kg  | 11,5 l     | Länderversion: Europa, Siebenspeichen-Leichtmetall-Gußrad, Neu-Preis: 6.675 DM |
| XS 650 G/H                 | 1U3            | 447-450101                  | August 1979 Juli 1981    | 217 kg  | 15,0 l     | Länderversion: Europa, Takasago Leichtmetall-Hochschulterfelge, Angeboten in Japan und Europa, Ersatzmodell für die „Normal-XS“ seit 1979, Neupreis: 6.150 DM                                              |
| XS 650 G/H                 | 1V2            | 1H1-310101                  | August 1979 Juli 1981    | 217 kg  | 15,0 l     | Länderversion: Frankreich, Takasago Leichtmetall-Hochschulterfelge, Ersatzmodell für die „Normal-XS“ seit 1979                                                                                             |
| XS 650 J                   | 1V2            | 1H1-315101                  | August 1981 Juli 1982    | 217 kg  | 15,0 l     | Länderversion: Frankreich, Takasago Leichtmetall-Hochschulterfelge |
| XS 650 K Heritage Special  | 5V4            | 5V4-000101                  | August 1981 Juli 1982    | 210 kg  | 11,5 l     | Länderversion: USA, Kanada, Takasago Flachschulterfelge (Stahl verchromt) |
| XS 650 SJ Heritage Special | 5V5            | 5V5-000101                  | August 1981 Juli 1982    | 210 kg  | 11,5 l     | Länderversion: USA, Kanada, aufgesteckte Sitzbank |
| XS 650 K Heritage Special  | 5V5            | 5V5-000101                  | August 1982 Juli 1983    | 210 kg  | 11,5 l     | Länderversion: USA, Kanada, Takasago Flachschulterfelge (Stahl verchromt) |
| XS 650 SK Heritage Special | 5V5            | 5V5-100101                  | August 1982 Juli 1983    | 210 kg  | 11,5 l     | Länderversion: USA, Kanada, Siebenspeichen-Leichtmetall-Gußrad |

## Patent-Informationen
- Patent  DE893875: Nockenwellenantrieb fuer zwei- oder mehrzylindrige, luftgekuehlte Brennkraftmaschinen fuer Motorraeder. Veröffentlicht am 19. Oktober 1953, Anmelder: Horex Columbus Werk, Erfinder: Hermann Reeb.‌